# Фауст, Лорен
Ло́рен Джоа́нна Фа́уст (англ. Lauren Johanna Faust; род. 25 июля 1974, Аннаполис) — американский аниматор, сценарист, режиссёр и продюсер. Лауреат премии «Эмми».

## Биография
Изучала анимацию в Калифорнийском институте искусств с 1992 по 1994 год.
Затем два года работала аниматором в Turner Feature Animation, а затем ещё два года в качестве аниматора для Warner Bros. Feature Animation.
Начала работать в Cartoon Network Studios в 1999 году. Следующие четыре года работала раскадровщиком и сценаристом, а затем в качестве продюсера и руководителя сюжета.
Обрела известность благодаря участию в работе над «Фостер: Дом для друзей из мира фантазий», «Суперкрошки» и в особенности над сериалом «Дружба — это чудо».
Лорен работала с Hasbro над созданием мультсериала «Дружба — это чудо», предназначенного для маленьких девочек. Лорен пыталась оспорить характер существующего сериала «My Little Pony», создавая более глубокий характер и приключенческий настрой. В результате сериал обрел успех не только среди девочек, но и огромную популярность среди подростков и взрослых людей, создавших субкультуру брони.
Вскоре после второго сезона Лорен покинула проект.
В 2008 году получила премию Эмми за свою работу над мультсериалом «Фостер: Дом для друзей из мира фантазий». Всего была номинирована на премии Эмми четыре раза (два раза за «Фостер: Дом для друзей из мира фантазий» и ещё два за «Суперкрошки»), а также одна премия Энни за свою работу над мультсериалом «Фостер: Дом для друзей из мира фантазий».

### Благотворительный аукцион
Лорен Фауст приняла участие в благотворительном аукционе в помощь пострадавшей Японии в 2011 году, продав несколько своих зарисовок из «Дружба — это чудо». В дополнении к эскизам, нарисованным в 2008 году, она нарисовала новый эскиз Дерпи, который был продан за 2 151 долларов.

## Личная жизнь
Фауст состоит в браке с Крейгом Маккракеном, который создал «Фостер: Дом для друзей из мира фантазий», «Суперкрошки» и «С приветом по планетам». Они познакомились когда работали над третьим сезоном мультсериала «Суперкрошки». В середине 2016 года Фауст взяла декретный отпуск, чтобы позаботиться о своей новорожденной дочери.

## Фильмография

### Фильмы
| Год  | Название                                                       | Роль                                         |
| ---- | -------------------------------------------------------------- | -------------------------------------------- |
| 1994 | Home, Honey, I’m High                                          | голос                                        |
| 1997 | Коты не танцуют                                                | аниматор                                     |
| 1998 | Волшебный меч: В поисках Камелота                              | аниматор                                     |
| 1999 | Стальной гигант                                                | аниматор                                     |
| 2002 | Крутые девчонки                                                | сценарист                                    |
| 2013 | Bronies: The Extremely Unexpected Adult Fans of My Little Pony | исполнительный продюсер, играет сама себя    |
| 2015 | The Iron Giant: Signature Edition                              | аниматор                                     |
| 2016 | Сезон охоты: Байки из леса                                     | упоминается в благодарностях к фильму        |
| 2017 | My Little Pony в кино                                          | упоминается в фильме как «разработчик серии» |
| 2018 | #TheLateBatsby                                                 | Режиссер, сценарист, дизайн персонажей       |

### Телевидение
| Год       | Название                                | Роль |
| --------- | --------------------------------------- | --- |
| 1995      | The Maxx                                | художник |
| 2001—2004 | Суперкрошки                             | художник, сценарист, режиссёр |
| 2004—2009 | Фостер: Дом для друзей из мира фантазий | разработчик, сценарист, художник |
| 2010      | Дружба — это чудо                       | автор 1 сезон: разработчик, исполнительный продюсер, сценарист и креативный директор 2 сезон: исполнительный продюсер (первые две серии сезона), продюсер-консультант все сезоны: упомянута как «разработчик серии» |
| 2012      | Super Best Friends Forever              | директор, продюсер |
| 2013—2014 | С приветом по планетам                  | сопродюсер |
| 2019      | DC девчонки-супергерои                  | Создатель и продюсер |